# Bjarkøy
lat_seclon_seclon_minlat_deglon_deglat_min
Bjarkøy je občina v administrativni regiji Troms na Norveškem. Do leta 1887 je bila imenovana Sand, sicer pa je bila ustanovljena 1. januarja 1838 (glej formannskapsdistrikt). Najjužnejši del Senja (polotok Senjehesten) je 1. januarja 1964 prevzela občina Tranøy. Občina Bjarkøy obsega številne majhne otoke, največjega (otok Grytøya) si deli z občino Harstad). Na otoku Bjarkøy je največja vas, kjer je tudi upravno središče.

## Ime
Občina je dobila ime po otoku Bjarkøya (norveško Bjark(ar)øy). Prvi element (genitiv) ženskega samostalnika björk 'breza', zadnji element pa øy (ž.) - 'otok'. Do leta 1887 se je občina imenovala Sand (po cerkvi).

## Grb
Grb je nastal leta 1986, vendar ima starejše korenine. (Glej grbe administrativne regije Troms.)

## Zgodovina
Na ozemlju je bilo pomembno središče in sedež Vikingov, med bolj znanimi je Tore Hund, ki je ubil norveškega svetnika Svetega Olava v bitki pri Stiklestadu leta 1030. Leta 1323 so vikingško središče uničili karelijski bojevniki.